# Aeroport Terminal de Càrrega (métro de Barcelone)
Pour les articles homonymes, voir Carrega.
Aeroport Terminal de Càrrega sera une station de métro espagnole des lignes 2 et 9 du métro de Barcelone. Elle est située à proximité de l'Aéroport Josep Tarradellas Barcelone-El Prat, sur le territoire de la commune d'El Prat de Llobregat, membre du comarque de Baix Llobregat dans la province de Barcelone en Catalogne.

## Situation sur le réseau
Établie en souterrain, la station est située sur le tronçon actuel de la branche sud de la L9, entre les stations Aeroport T1 et Aeroport T2.

## Histoire
L'inauguration de la station était prévu en même temps que l'ouverture du tronçon, mais le 12 mars 2011, le gouvernement de la Généralité de Catalogne annonce que la mise en service de la station a été repoussée sans préciser de nouvelle date .